# (8561) Sikoruk
(8561) Sikoruk est un astéroïde de la ceinture principale.

## Description
(8561) Sikoruk est un astéroïde de la ceinture principale. Il fut découvert le 26 septembre 1995 à Zelenchukskaya Station par Timur V. Kryachko. Il présente une orbite caractérisée par un demi-grand axe de 3,10 UA, une excentricité de 0,22 et une inclinaison de 2,0° par rapport à l'écliptique.

## Compléments